# 佳能PowerShot S2 IS
佳能 PowerShot S2 IS 是一部2005年推出的五百万象素的佳能长焦数码相机。它是Canon PowerShot S1 IS的升级版本，带有12x光学变焦，以及图像稳定器，使用DiG!C II数字处理芯片。
S2 IS的继任者是Canon PowerShot S3 IS。两部机器相似化程度较高，S3 IS只是使用了较大面积的CCD并且在象素上升级到了六百万。

## 主要参数
- 500万有效象素
- 1/2.5 英寸 CCD
- 12x 光学变焦
- 光学影像稳定系统
- 超声波马达
- 带有iSAPS功能的佳能DIGIC II处理器
- 支援PictBridge协议以及佳能直接打印功能
- 13种拍摄模式
- 光圈范围：F2.7/F3.5 到 F8
- 最小快门：1/3500 s，最大快门：15 s
- 640 x 480 15/30 帧 无限制有声短片
- 电子取景器
- 连拍功能：1.7 张每秒 最多24张照片。同时也支持间隔拍摄
- 1.8 "（翻转式）LCD（11.5万像素）
- 尺寸：113 x 78 x 76 mm
- 重量：405 g